# Jiří Adamíra

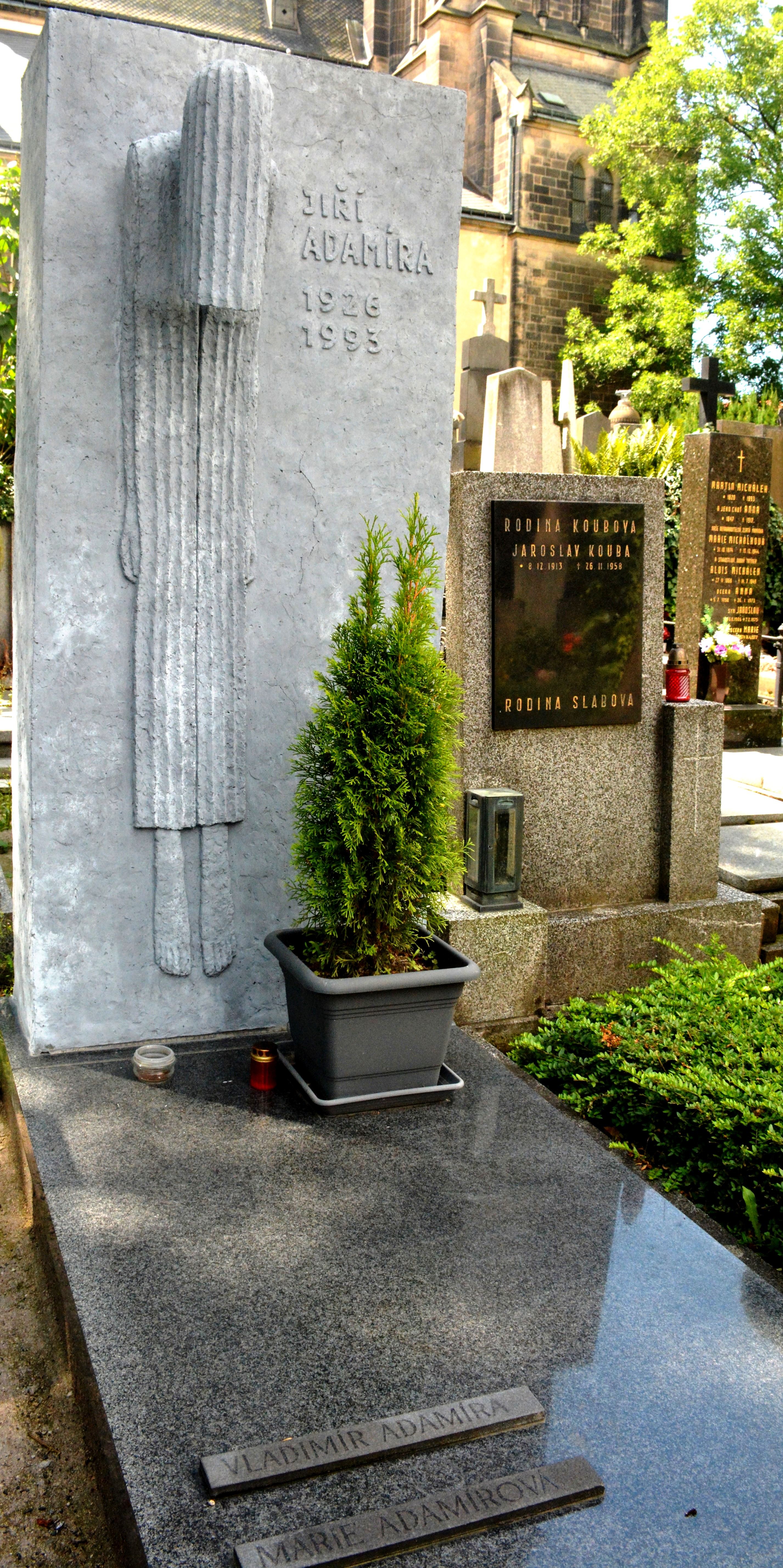
Hrob na pražském Vyšehradském hřbitově

Jiří Adamíra (2. dubna 1926 Dobrovice – 14. srpna 1993 Praha) byl český herec, partner herečky Hany Maciuchové.

## Život
Jiří Adamíra vystudoval gymnázium v Praze-Vršovicích a Střední průmyslovou školu na Smíchově. V průběhu druhé světové války účinkoval v amatérských divadelních souborech.
Hrál v několika filmech, televizních inscenacích i seriálech, ale největších úspěchů dosáhl na divadelních jevištích. Divadlo začal hrát už v roce 1945. V 50. letech 20. století se také poprvé objevil před kamerou, ale potom přijal mimopražská angažmá. Významnější bylo například jeho působení ve Státním divadle v Ostravě v letech 1952 až 1962. Potom nastoupil do Realistického divadla v Praze, kde působil od roku 1962 do roku 1990. Vytvořil zde desítky charakteristických rolí, jejichž společným rysem byla schopnost zobrazit typ moderního intelektuála, aristokrata, bránícího se banalitě noblesou a ironií. Objevil se například v roli Shakespeareova Richarda III. nebo Pelopa ve hře Námluvy Pelopovy od Jaroslava Vrchlického.
V roce 1964 hrál ve filmu Zbyňka Brynycha …a pátý jezdec je Strach natočeného na motivy povídky Hany Bělohradské Bez krásy, bez límce. Jde o dramatický příběh židovského lékaře, který prožívá dobu protektorátu jako hrůzný sen. Jiří Adamíra byl často obsazován také do televizních inscenací a seriálů – například Byl jednou jeden dům, Panoptikum města pražského. Díky svému podmanivému kultivovanému hlasu je znám také z dabingu nebo z uměleckých recitací.
Jiří Adamíra byl laureátem státní ceny a v roce 1989 jmenován zasloužilým umělcem.
Svůj umělecký život završil několika rolemi v Národním divadle, kam nastoupil v roce 1990 a působil zde až do své smrti. V letech 1990–1993 působil jako pedagog na DAMU. 
V roce 1949 se ve Zlíně oženil s Marií Černockou, v roce 1951 se jim narodila dcera Kateřina. Manželství se však rozpadlo po jeho odchodu do Ostravy. Tam se zamiloval do vdané herečky Ljuby Benešové, jejímž manželem byl herec Josef Langmiler. Ta se se svým manželem rozvedla a vdala se za Jiřího v roce 1960, kdy se jim také narodil syn Marek, který je lékař, specializací kardiochirurg a působí v pražském centru IKEM. I druhé manželství se rozpadlo po jeho odchodu do Prahy. V roce 1971 se seznámil s o devatenáct let mladší herečkou Hanou Maciuhovou, se kterou žil až do své smrti. Nikdy však neuzavřeli manželství.
Dne 14. srpna 1993 zemřel na rakovinu páteře ve věku 67 let. Místem posledního odpočinku Jiřího Adamíry je pražský Vyšehradský hřbitov.

## Citát
On byl výsostná osobnost…Bylo mu čtyřicet šest let, život už vnímal velmi z nadhledu. Když jsem se mu svěřovala se svými problémy, navigoval mě tak, že jsem je řešila s jeho nadhledem. Ta naše existence byla taková symbióza–vlastně nás bavilo všechno.
Hana Maciuchová

## Divadelní role, výběr
- 1945 V. Vaňátko: Malý partyzán, německý voják, Divadlo mladých pionýrů Praha, režie Václav Vaňátko
- 1947 Molière: Lakomec, Valerius, Divadlo pracujících Zlín, režie Jiří Dalík
- 1948 Emil Vachek: Bidýlko, mladý lupič Eliášek, Divadlo pracujících Zlín, režie Zdeněk Míka
- 1950 Alois Jirásek: Lucerna, mušketýr, Divadlo pracujících Zlín, režie Jiří Dalík
- 1953 Karel Čapek: Matka, Petr, Státní divadlo Ostrava, režie Miloš Hynšt
- 1954 William Shakespeare: Romeo a Julie, bratr Vavřinec, Státní divadlo Ostrava, režie Miloš Hynšt
- 1957 František Kožík: Největší z Pierotů, pouliční zpěvák, Státní divadlo Ostrava, režie Miloš Hynšt
- 1960 William Shakespeare: Hamlet, titulní role, Státní divadlo Ostrava, režie Miloš Horanský
- 1962 William Shakespeare: Richard III., titulní role, Státní divadlo Ostrava, režie Radim Koval
- 1963 William Shakespeare: Othello, Jago, Realistické divadlo, režie František Laurin
- 1968 J. K. Tyl: Jan Hus, titulní role, Realistické divadlo, režie František Laurin
- 1972 William Shakespeare: Hamlet, titulní role, Realistické divadlo, režie Ivan Glanc
- 1974 G. B. Shaw: Pygmalion, profesor Higgins, Realistické divadlo, režie Luboš Pistorius
- 1980 John Osborne: Komik, Archie Rice, Realistické divadlo, režie František Laurin
- 1984 Grigorij Gorin: Poslední smrt Jonathana Swifta, titulní role, Realistické divadlo, režie Miroslav Krobot
- 1987 Edvard Radzinskij: Lunin aneb Jakubova smrt, zaznamenaná v přítomnosti pána, Realistické divadlo Zdeňka Nejedlého, překlad: Alena Morávková, scéna a kostýmy: Otakar Schindler, dramaturgie: Vlasta Gallerová, režie: Miroslav Krobot, hráli: Jiří Adamíra, Ladislav Potměšil, Jiří Klem, Jorga Kotrbová, Ivanka Devátá, Miloš Hlavica, Ladislav Kazda, Karel Pospíšil, Jiří Mikota, Jan Vlasák nebo Zdeněk Žák, Stanislav Hájek. Československá premiéra 12. března 1987.
- 1987 Luigi Pirandello: Šest postav hledá autora, otec, Realistické divadlo, režie Luboš Pistorius
- 1989 Bratři Mrštíkové: Maryša, Lízal, Realistické divadlo, režie Miroslav Krobot
- 1990 Vladislav Vančura: Pekař Jan Marhoul, Deyl, Národní divadlo, režie Jan Kačer
- 1990 A. P. Čechov: Strýček Váňa, Serebrjakov, Nová scéna, režie Ivan Rajmont
- 1992 Bernard-Marie Koltès: Boj černocha se psy, Horn, Stavovské divadlo, režie Jan Burian
- 1992 William Shakespeare: Zimní pohádka, Antigonus, Národní divadlo, režie Jan Kačer
- 1993 Henrik Ibsen: Divoká kachna, továrník Werde, Národní divadlo, režie Ivan Rajmont

## Filmografie

### Film
- 1964 …a pátý jezdec je Strach
- Jeden z nich je vrah
- Podezření
- Příběh lásky a cti
- 1979 Božská Ema
- Nevěsta k zulíbání
- Oldřich a Božena
- Hra v oblacích
- Stíhán a podezřelý (film, 1979) – hlavní podezřelý inženýr Trojan
- Poločas štěstí (film, 1984) – řidič uhelných skladů inženýr Karel
- Lev s bílou hřívou (film, 1987) – Karel Kovařovic
- Konec starých časů (1989/90) – sluha
- Svědek umírajícího času (film – zkrácená verze seriálu Lékař umírajícího času, 1990) – vypravěč
- Robinson Crusoe (audio kniha, 1995) – vypravěč

### Televize
- 1965 Modlitba pro Kateřinu Horovitzovou (TV film) – role: Bedřich Branske
- 1967 Studie jednoho strachu (TV inscenace psychologického dramatu podle novely Stefana Zweiga) – role: manžel Wagner
- 1974 Třicet případů majora Zemana (TV seriál 1974-1979) – role: opat (4. díl: Rubínové kříže), Alberto Mestrey (27. díl: Rukojmí v Bella Vista, 28. díl: Poselství z neznámé země)
- 1975 Chalupáři (TV seriál) – role: lékař
- 1984 Bambinot (TV seriál) – role: Rudolf III., panovník Lauretánie
- 1987 Panoptikum Města pražského (TV seriál) – role: policejní rada Korejs (nástupce zemřelého rady Vacátka)
- 1979 Inženýrská Odysea – role: Ing. Svačina, obchodní náměstek PZO Textilexport
- 1989 Dobrodružství kriminalistiky (TV seriál) – role: policejní rada Schräpel (8. díl: Tým)
- 1991 Maigretův první případ (TV film)
- 1991 Popel a hvězdy (TV inscenace) – role: vévoda Albrecht z Valdštejna
- 1993 Kadeř královny Bereniké (TV inscenace) – role: básník Kallimachos

## Rozhlasové role
- 1964 William Shakespeare: Richard III., rozhlasová adaptace, překlad: Zdeněk Urbánek, rozhlasová úprava a režie: Josef Červinka, dramaturgie: Jaromír Ptáček, hudba: Marek Kopele. Hrají: král Richard III. (Jiří Adamíra), král Edvard IV. (Miloš Nedbal), vévoda z Clarence (Otakar Brousek), královna Alžběta (Vlasta Chramostová), lady Anna (Jaroslava Adamová), vévodkyně z Yorku (Leopolda Dostalová), vévoda z Richmondu (Luděk Munzar), vévoda z Buckinghamu (Čestmír Řanda), lord Stanley (Josef Větrovec), lord Hastings (Jaromír Spal), hrabě Rivers (Oldřich Janovský), Catesby (Bohumil Křížek), Radcliff (Bohumil Švarc), Brakenburry (Jiří Suk), londýnský starosta (Ladislav Kulhánek), měšťan a písař (Josef Patočka), vypravěč (Josef Červinka) a další.[7]
- 1991 Anthony Burgess: Setkání ve Valladollidu[8]
- 1991 Jean Racine: Britannicus, Československý rozhlas, 1991, režie Josef Melč. role: Burrus,[9]
- 1993 Graham Greene: Lidský faktor, překlad a dramatizace: Josef Hlavnička, osoby a obsazení: Maurice Castle, pracovník britské tajné zpravodajské služby (Jiří Adamíra), Sára, jeho žena (Hana Maciuchová), Davis, jeho podřízený (Jan Novotný), Sir John Hargreaves, šéf zpravodajské služby (Vladimír Ráž), Doktor Percival, lékař ve zpravodajské službě (Luděk Munzar), Daintry, plukovník (Ladislav Frej), Lady Hargreavesová (Jaroslava Adamová), Tomlinson, brigádní generál (Miloš Hlavica), Cynthie, sekretářka (Veronika Freimanová), Barker, lékař Castleovy rodiny (Pavel Rímský), Vypravěč (Jiří Hromada); hudba: Emil Viklický, režie: Jan Berger.